# Håvard Klemetsen
Håvard Klemetsen (* 5. Januar 1979 in Kautokeino) ist ein ehemaliger norwegischer Nordischer Kombinierer.

## Werdegang
Håvard Klemetsen, der für Kautokeino IL startete, betrieb seit 1986 Nordischen Skisport. Sein internationales Debüt gab er im Dezember 2001 im B-Weltcup. Am 1. Januar 2003 gab er bei einem Sprintrennen in Oberstdorf, welches er als 33. abschloss, sein Debüt im Weltcup der Nordischen Kombination. Nur wenige Tage später gewann er als 23. in Chaux-Neuve seine ersten Weltcup-Punkte. Trotz dieses Erfolgs blieb er weiterhin auch Teil des B-Kaders im B-Weltcup. Ab der Saison 2003/04 gehörte er schließlich fest zum A-Kader und startete ausschließlich im Weltcup.
Bereits am zweiten Wettbewerb fand sich Klemetsen in fast allen Weltcups in den Top 20. Im Februar 2004 wurde er auch erstmals bei einem Team-Weltcup eingesetzt und erreichte mit der Mannschaft den fünften Rang in Oberstdorf. Im Januar 2005 gelang Klemetsen in Schonach im Schwarzwald mit Rang sieben im Gundersen Einzel erstmals ein Top-10-Ergebnis. Auch in Seefeld in Tirol und Liberec landete er unter den besten zehn und startete daraufhin bei den Nordischen Skiweltmeisterschaften 2005 in Oberstdorf. Nachdem er im Einzel auf einem durchwachsenen 20. Platz landete, gewann er gemeinsam mit Petter Tande, Magnus Moan und Kristian Hammer den Weltmeistertitel im Mannschaftswettbewerb.
Bei den Norwegischen Meisterschaften 2005 in Lillehammer gewann Klemetsen Gold im Einzel sowie Bronze im Sprint. Bei den Weltcups konnte er sich in der Folge nur schwer fest in der Weltspitze etablieren. Zwar gehörten Punkteränge zur Normalität, Podiumsplätze oder gar Siege blieben jedoch aus. Bei den Olympischen Winterspielen 2006 in Turin kam Klemetsen über Rang 20 im Einzel und Rang 40 im Sprint nicht hinaus.

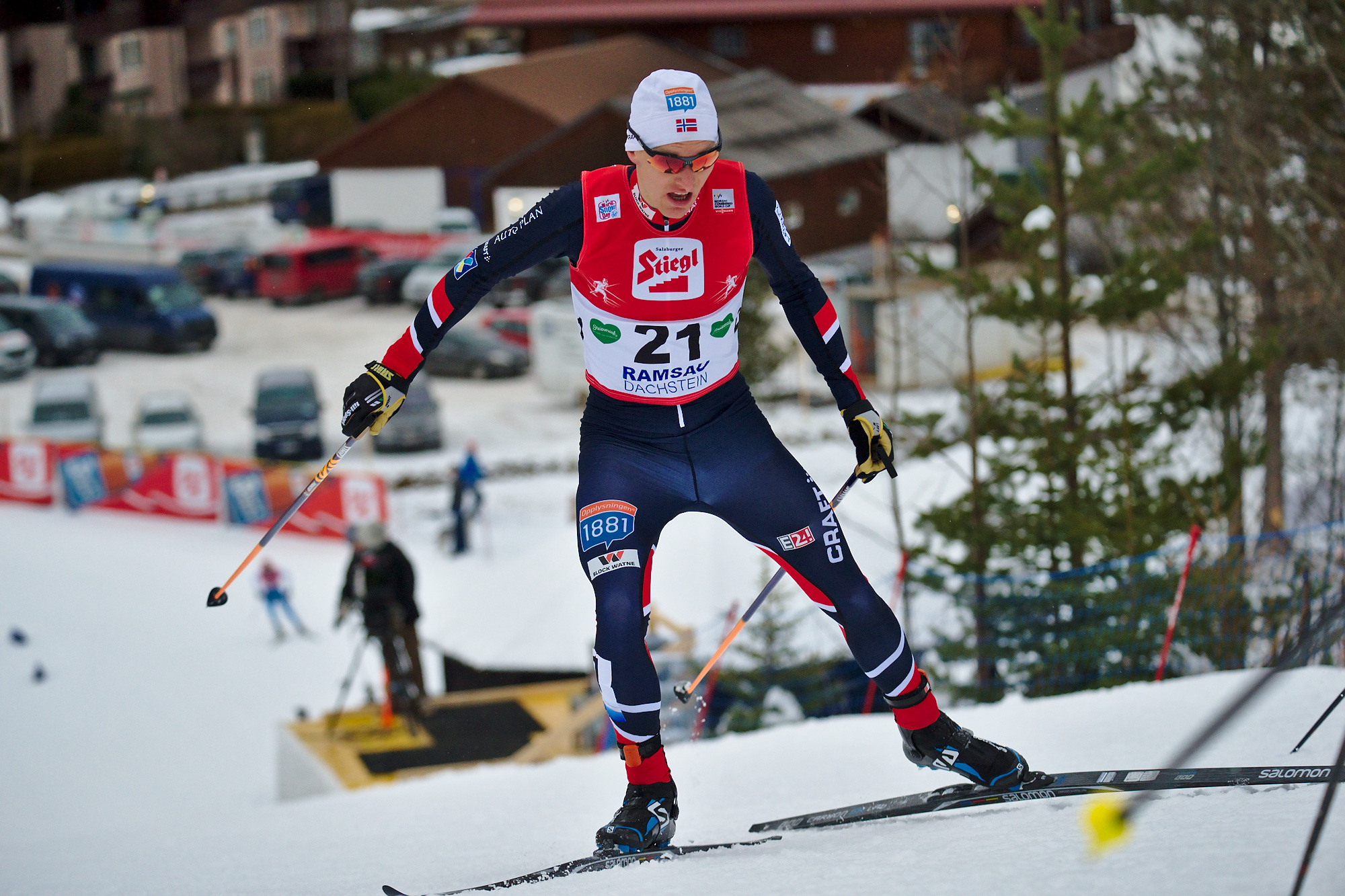
Klemetsen beim 10-km-Gundersen-Lauf in Ramsau 2016

Beim Sommer-Grand-Prix 2006 gewann er beim Team-Wettbewerb in Berchtesgaden seinen ersten A-Klasse-Wettbewerb. Zur Saison 2006/07 gelang ihm in Lago di Tesero beim Massenstartrennen mit Rang vier nur knapp ein Platz hinter dem Podium und sein bis dahin bestes Ergebnis. Nur einen Tag später stand er mit der Mannschaft erstmals bei einem Winter-Wettbewerb auf dem Podium. Bei der Nordischen Skiweltmeisterschaft 2007 in Sapporo verpasste er mit der Mannschaft die Verteidigung des Weltmeistertitels und gewann nur Bronze im Team-Wettbewerb. Im Sprint landete er auf Rang 19, im Einzel auf Rang 16. Kurze Zeit später gewann er bei den Norwegischen Meisterschaften 2007 in Molde Silber im Massenstart.
Aufgrund durchwachsener Ergebnisse in Folge im Weltcup kam Klemetsen im Dezember 2007 für zwei Rennen in Høydalsmo zurück in den B-Weltcup-Kader. Nach zwei guten Ergebnissen, darunter Rang drei im Sprint, kam er jedoch bereits im Januar 2008 zurück in den Weltcup. In Klingenthal verpasste er am 20. Januar als Vierter erneut nur knapp seinen ersten Podiumsplatz.
Im Januar 2009 startete Klemetsen bei den beiden Continentalcup-Rennen in Wisła und gewann diese deutlich. Nur fünf Tage später in Lahti erreichte er mit Rang sieben wieder einen Platz unter den besten zehn. Es blieb jedoch in den folgenden Monaten der einzige Top-10-Platz. Im Januar 2010 gelang Klemetsen erneut ein Continentalcup-Sieg in Otepää. Im März war er zweimal in Høydalsmo erfolgreich.
Mit der Saison 2010/11 gelang es Klemetsen erstmals sich über die gesamte Saison in der Weltspitze zu halten. Bei der Nordischen Skiweltmeisterschaft 2011 in Oslo gewann er mit der Mannschaft in den Teamwettbewerben von der Großschanze sowie von der Normalschanze die Bronzemedaille. Eine Einzelmedaille verpasste er als Vierter im Einzel von der Großschanze nur knapp. Nachdem er auch seine letzten beiden Weltcups der Saison unter den besten zehn abgeschlossen hatte, belegte er in der Gesamtwertung am Ende den 14. Platz. Zuvor hatte er bei den Norwegischen Meisterschaften 2011 in Oslo erneut Silber im Einzel gewonnen.
Zur Weltcup-Saison 2011/12 konnte sich Klemetsen weiter steigern. So gelang ihm in Lillehammer am 3. Dezember 2011 sein erster Einzel-Weltcup-Sieg. Obwohl ihm bis zum Ende der Saison keinerlei weitere Podestränge gelangen, belegte er am Ende den 10. Rang der Weltcup-Gesamtwertung. Im Januar 2013 gelang Klemetsen erneut ein Teamerfolg mit dem Sieg im Teamwettbewerb von der Normalschanze in Schonach.
Bei der Nordischen Skiweltmeisterschaft 2013 im Val di Fiemme gewann er im Teamwettbewerb von der Normalschanze gemeinsam mit Jørgen Graabak, Magnus Krog und Magnus Moan Silber hinter Frankreich und vor Österreich. In den beiden Einzelwettbewerben erreichte er die Plätze fünf und neun.
Bei den Norwegischen Meisterschaften 2013 in Rena gewann er seinen zweiten Norwegischen Meistertitel. Im Penalty Race setzte er sich gegen Mikko Kokslien und Ole Martin Storlien durch. Im Einzel gewann er die Silbermedaille hinter Magnus Krog.
Beim Sommer-Grand-Prix 2013 gelang Klemetsen erstmals ein Sommer-Einzel-Sieg in Villach.
Mit recht mittelmäßigen Ergebnissen startete er in die Einzelbewerbe der Weltcup-Saison 2016/17, doch zusammen mit Mikko Kokslien, Espen Andersen und Jørgen Graabak gelang ihm in der 4×5-km-Teamverfolgung zum Saisonauftakt in Lillehammer ein ausgezeichneter zweiter Platz gegen starke Konkurrenz aus Österreich, Finnland und Japan. Am 24. April gab Klemetsen seinen Rücktritt bekannt.

## Erfolge

### Medaillen

#### Olympische Winterspiele
- 2014 in Sotschi: Gold mit der Mannschaft

#### Weltmeisterschaften
- 2005 in Oberstdorf: Gold mit der Mannschaft
- 2007 in Sapporo: Bronze mit der Mannschaft
- 2011 in Oslo: Bronze mit der Mannschaft (Normalschanze), Bronze mit der Mannschaft (Großschanze)
- 2013 im Val di Fiemme: Silber mit der Mannschaft
- 2015 in Falun: Silber mit der Mannschaft, Bronze im Teamsprint

### Weltcup

#### Weltcupsiege im Einzel
| Nr. | Datum            | Ort         | Disziplin |
| --- | ---------------- | ----------- | --------- |
| 1.  | 3. Dezember 2011 | Lillehammer | Gundersen |

#### Weltcupsiege im Team
| Nr. | Datum             | Ort      | Disziplin    |
| --- | ----------------- | -------- | ------------ |
| 1.  | 14. Januar 2011   | Seefeld  | Staffel 1    |
| 2.  | 5. Januar 2013    | Schonach | Staffel 2    |
| 3.  | 1. Dezember 2013  | Kuusamo  | Staffel 3    |
| 4.  | 1. März 2014      | Lahti    | Teamsprint 4 |
| 5.  | 30. November 2014 | Ruka     | Teamsprint 4 |
| 6.  | 20. Dezember 2014 | Ramsau   | Staffel 5    |

### Grand Prix

#### Grand-Prix-Siege im Einzel
| Nr. | Datum           | Ort     | Disziplin |
| --- | --------------- | ------- | --------- |
| 1.  | 28. August 2013 | Villach | Gundersen |

## Statistik

### Platzierungen bei Olympischen Winterspielen
| Jahr und Ort   | Wettbewerb   | Wettbewerb | Wettbewerb   | Wettbewerb |
| Jahr und Ort   | Gundersen NH | Sprint LH  | Gundersen LH | Team       |
| -------------- | ------------ | ---------- | ------------ | ---------- |
| 2006 Pragelato | 20.          | 40.        | –            | –          |
| 2014 Sotschi   | 10.          | –          | 09.          | 01.        |

### Platzierungen bei Weltmeisterschaften
| Jahr und Ort       | Wettbewerb   | Wettbewerb | Wettbewerb   | Wettbewerb | Wettbewerb | Wettbewerb | Wettbewerb |
| Jahr und Ort       | Gundersen NH | Sprint LH  | Gundersen LH | Team NH    | Team LH    | Teamsprint |            |
| ------------------ | ------------ | ---------- | ------------ | ---------- | ---------- | ---------- | ---------- |
| 2005 Oberstdorf    | 20.          | –          | –            | –          | 01.        | –          |            |
| 2007 Sapporo       | 16.          | 19.        | –            | –          | 03.        | –          |            |
| 2011 Oslo          | 09.          | –          | 04.          | 03.        | 03.        | –          |            |
| 2013 Val di Fiemme | 05.          | –          | 09.          | 02.        | –          | –          |            |
| 2015 Falun         | 05.          | –          | 11.          | 02.        | –          | 03.        |            |

### Weltcup-Platzierungen
| Saison  | Platz | Punkte |
| ------- | ----- | ------ |
| 2003/04 | 21.   | 281    |
| 2005/06 | 20.   | 321    |
| 2005/06 | 23.   | 363    |
| 2006/07 | 19.   | 260    |
| 2007/08 | 23.   | 345    |
| 2008/09 | 25.   | 221    |
| 2009/10 | 48.   | 036    |
| 2010/11 | 14.   | 256    |
| 2011/12 | 10.   | 559    |
| 2012/13 | 17.   | 272    |
| 2013/14 | 05.   | 530    |
| 2014/15 | 06.   | 593    |
| 2015/16 | 12.   | 419    |
| 2016/17 | 29.   | 188    |